# Міжнародний кінофестиваль у Карлових Варах
Міжнародний кінофестиваль у Карлових Варах (чеськ. Mezinárodní filmový festival Karlovy Vary MFFKV; англ. Karlovy Vary International Film Festival, KVIFF) — щорічний кінофестиваль, що проводиться у липні у Карлових Варах (Чехія). З 1956 року належить до категорії А.
Уперше був проведений (без конкурсу) у 1946 році у Карлових Варах і Маріанські Лазні (Марієнбаді). До програми першого фестивалю увійшли фільми з семи країн. З 1948 року фестиваль проводиться лише в Карлових Варах. Місцем проведення є готель «Thermal». Довгий час фестиваль проводився раз на два роки, з 1994 року став щорічним.

## Нагороди
За підсумками основної програми фестивалю вручаються наступні нагороди:
- «Кришталевий глобус» за найкращий фільм
- Спеціальний приз журі
- Приз за найкращу режисуру
- Приз за найкращу чоловічу роль
- Приз за найкращу жіночу роль
- Спеціальна згадка журі

## Участь України
У 2017 році Україну на 52-му кінофестивалі у головній конкурсній програмі представляла стрічка «Стрімголов» режисерки Марини Степанської, а також фільм «Межа» спільного українсько-словацького виробництва, режисер якої Петер Беб'як отримав Приз за найкращу режисерську роботу. Поза конкурсною програмою на фестиваль показали литовсько-український фільм «Стасіс» режисера Мантаса Кведаравічюса.
1 липня 2018 року на 53-му міжнародному кінофестивалі у Карлових Варах відбулася світова прем'єра українсько-німецького фільму режисера Романа Бондарчука «Вулкан», який увійшов до конкурсної програми «На схід від Заходу» (чеськ. Na východ od Západu) — художніх та документальних фільмів з Центральної та Східної Європи, Балкан, країн колишнього Радянського Союзу, Близького Сходу і Північної Африки, що не були показані за межами країни виробника.
Також на пітчингу «Docs in Progress» були представлені проєкти фільму «Історія зимового саду» режисера Семена Мозгового та документальної стрічки «Панорама» Юрія Шилова, яка стала переможцем пітчингу. Проєкт кримськотатарського режисера Нарімана Алієва «Додому» було відібрано до секції «Works in Development — Feature Launch 2018».
У 2022 році були представлені 4 повнометражні фільми: «Бачення метелика» режисера Максима Наконечного, «Клондайк» режисерки Марини Горбач, «Памфір» Дмитра Сухолиткого-Собчука, «Відблиск» Валентина Васяновича.